# Geschichte der Freimaurerei
Die Freimaurerei hat in Europa, insbesondere in England, eine lange Tradition. Die Anfänge der Geschichte sowie das Brauchtum, Ritual und die verwendeten Symbole der Freimaurerei gehen auf die Steinmetzbruderschaft und deren Bauhütten zurück.

Meißener Porzellan von 1832: Freimaurermeister und -geselle

## Begriff
Der Name Freimaurer ist vermutlich abgeleitet von der Bezeichnung der Steinbildhauer oder Bauplaner der Bauhütten, den freestone-masons. Im Gegensatz zu ihnen waren die roughstone-masons eher für die gröberen Arbeiten zuständig.
Der Begriff Freemason (deutsch Freimaurer) findet sich zum ersten Mal in Dokumenten der Kathedrale von Exeter aus dem Jahr 1396. 1495 findet er sich in den Reichsstatuten König Heinrichs VII. 1537 nennt die Zunft in London ihre Mitglieder Freemasons.
Der Begriff Loge wird bereits im Jahre 1278 in einer Urkunde über den Bau der Vale Royal Abbey erwähnt.

## Entstehung

Baumeister
mit Winkelmaß, Zirkel und Lot
Holzschnitt von Jost Amman (1536)

Als älteste Freimaurerloge der Welt gilt die Lodge of Edinburgh (Mary’s Chapel) No. 1 in Schottland, die ihre Gründung auf das Jahr 1599 zurückführt. Manche Thesen gehen davon aus, dass die Societas Jesu (Jesuiten), die Freimaurerei Ende des 17. Jahrhunderts ins Leben gerufen hat.
Am 24. Juni 1717 schlossen sich in England vier seit Jahren bestehende Logen zur ersten Freimaurergroßloge, der ersten Großloge von England, zusammen. Dieser Tag gilt als das offizielle Gründungsdatum der „modernen“ Freimaurerei. Seitdem feiern weltweit alle Freimaurer den 24. Juni (Johannistag, vergleiche Johannismaurerei) als höchsten Feiertag.
Die organisierte Freimaurerei ist aus der Steinmetzbruderschaft und deren Bauhütten hervorgegangen. Anfangs waren die organisierten Handwerker mit den Klöstern, namentlich denen der Benediktiner, eng verbunden (etwa 9. Jahrhundert), machten sich aber später unabhängig und schlossen sich dem Bund deutscher Steinmetze unter der Leitung von vier Haupthütten an, unter denen die Straßburger Hütte eine herausragende Stellung einnahm. Im 11., 12. und 13. Jahrhundert prosperierten die Steinmetzbruderschaften in ganz Europa. Da auch hier jedoch Lesen und Schreiben ein Gut der Wenigen war, wurden ihr Wissen, ihre Bräuche und Gesetze mündlich überliefert. Die Tradition der Passwörter, Erkennungszeichen (Handschenk) und vieler Symbole stammt aus dieser Zeit und ist noch heute in der Freimaurerei lebendig. Die vorhandenen Steinmetzordnungen im deutschsprachigen Raum – die älteste stammt aus dem Jahr 1459 – deuten bereits auf einen über ganz Deutschland und die Schweiz verzweigten Bund hin. Die Bruderschaft wurde durch eine gemeinsame, 1498 von Maximilian I. sanktionierte Gesetzgebung zusammengehalten.
An der Spitze der Steinmetzbruderschaft stand ein gewählter Vorsteher, der Stuhlmeister, welcher in jedem Jahr neu gewählt wurde und alle Streitigkeiten schlichtete. Die übrigen Brüder waren gleichberechtigt. Der Geselle war verpflichtet, den Lehrling in seiner Kunst zu unterrichten. Jeden Monat fand eine Versammlung statt, bei welcher alle Angelegenheiten beraten und Gericht gehalten wurde.
Viele ältere Traditionen wirkten in die Freimaurerei hinein, wobei es unterschiedliche Theorien über die historischen Wurzeln gibt. Ihren Schwerpunkt bilden die Baugenossenschaften und mittelalterliche Bauhütten. Ideengeschichtliche Einflüsse aus den ägyptischen und griechischen Mysterienbünden, dem Templerorden, der Rosenkreuzer, der Kabbalah sowie des Gnostizismus sind vereinzelt erkennbar. Aus diesen Traditionen sind viele Symbole der Freimaurer entlehnt. Damit liegen die Wurzeln der Freimaurerei in der Bauhüttentradition mit Spuren mystischer Überlieferungen des Abendlandes und des Orients. In Bezug auf letzteres lassen sich gewisse Ähnlichkeiten zu den islamischen Derwisch-Bruderschaften erkennen, deren erste Gründungen bereits in das 12. Jahrhundert zurückreichen (siehe auch: Sufismus).

### Entstehung der spekulativen Freimaurerei
Neben den Zünften bestanden Bauhütten mit eigenen Hüttenordnungen, die in den Haupthütten schriftlich niedergelegt waren.
Die Bauhütten waren für die Durchführung geplanter Bauwerke zuständig und schulten die in ihnen tätigen Steinmetzen als Baumeister und Bildhauer in geometrischen Gesetzen. Dieses Wissen war geheim, weshalb nur wenig überliefert ist, wie Werkmeisterbücher wie das Büchlein von der Fialen Gerechtigkeit von 1486 oder das Skizzenbuch des Villard de Honnecourt (um 1230) belegen.
Die übernational organisierten Bauhütten litten unter der abnehmenden Bautätigkeit an den gotischen Kathedralen im 16. Jahrhundert und wurden zunehmend von den Zünften verdrängt. Angenommene Maurer der Steinmetzbruderschaft (engl.: „accepted masons“) sicherten als Fördermitglieder ihre Existenz mit Geldspenden. Ausschlaggebend für die Aufnahme waren nicht Geburt und Stand, sondern die individuelle Eignung. Der Adel und das Bürgertum begegneten sich auf gleicher Ebene, damit trug man zum Abbau der Unterschiede bei.
Eine solche Aufnahme eines „angenommenen Maurers“ ist im Protokoll der Loge Mary’s Chapel von Edinburgh im Januar des Jahres 1600 zu finden. John Boswell of Auchinleck wird hier als non operative mason erwähnt. Robert Moray, der am 20. Mai 1641 in Newcastle upon Tyne von Freimaurern einer schottischen Loge in Edinburgh initiiert wurde, verwendete auf seiner Korrespondenz stets den fünfzackigen Stern als Freimaurerzeichen. Und Elias Ashmole vermerkte in seinen Tagebüchern, dass Oberst Mainwaring in Warrington (Lancashire) und er selbst am 16. Oktober 1646 in einer Loge als Freimaurer angenommen wurde.
Das York Manuscript No. 4 von 1693, das sich in Besitz der Grand Lodge of York befindet, belegt, dass eine Aufnahme dabei nicht auf Männer beschränkt war:

“the elders taking the Booke, he or shee (sic!) that is to be made Mason shall lay their hands thereon, and the charge shall be given.”

„wenn die Ältesten das Buch nehmen, möge er oder sie, der oder die zu einem Freimaurer gemacht werden soll, die Hände darauf legen, und die Pflicht soll auferlegt werden.“

1712 wurde Elizabeth St. Leger (später Elizabeth Aldworth) als Freimaurer in der Lodge No. 95 initiiert. Diese Loge gibt es heute noch in der Stadt Cork – und ist weiterhin von der Vereinigten Großloge von England anerkannt.

### Entstehung der Großlogen

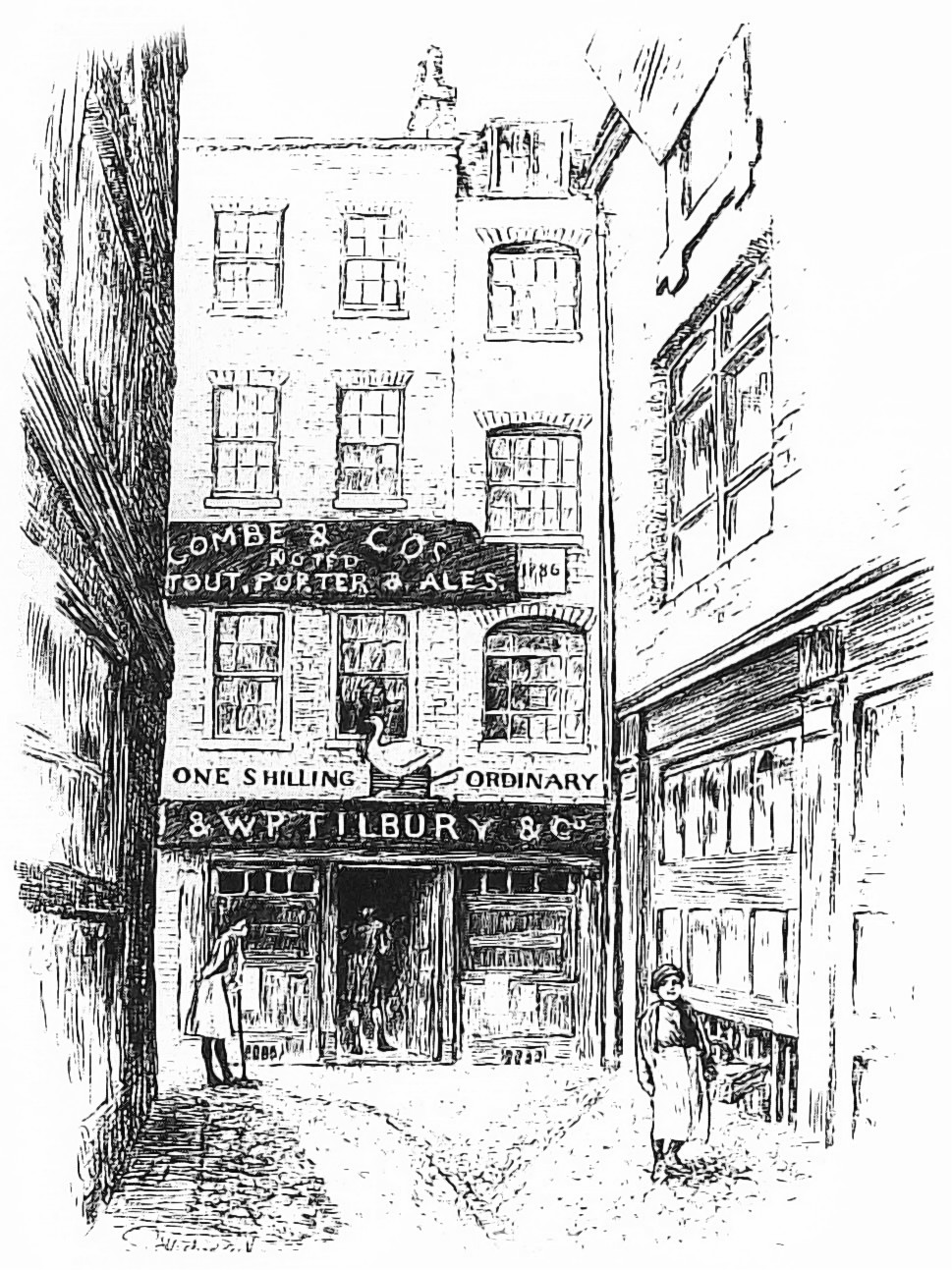
„Goose and Gridiron“
Gründungsort der Ersten
Großloge 1717

Diese neuen Einflüsse wirkten als Umgestaltung der alten Bruderschaft, insbesondere zu der Zeit, als die Paulskirche zu London gebaut wurde. Nach ihrer Vollendung schmolz die Zahl der Logen in Südengland bis auf wenige zusammen.
Die übrig bleibenden Mitglieder, zum großen Teil angenommene, sahen sich veranlasst, die Verbindung zu erhalten, da sie den geistigen Gehalt der Logenarbeit erkannten. Die Philosophie der Aufklärung hatte Ideen gezeitigt, die zur humanitären Ethik der Bauhütten passten und diese beeinflusste. Zu diesem Zeitpunkt begann sich die Werkmaurerei in spekulative Maurerei umzuwandeln.
Aus diesem Grund vereinigten sich vier alte Werkmaurerlogen in London und Westminster 1717 zur Ersten Großloge von England. Sie versammelten sich zur Wahl eines Großmeisters (sayer) und zu einer Neugestaltung in Kultus und Verfassung unter der Leitung des Predigers James Anderson, des Naturforschers John Theophilus Desaguliers und des Altertumsforschers George Payne. Man behielt den Namen „Freimaurer“ bei, ebenso das Wappen der alten Masons und die geheimen Zeichen, Worte und Griffe.
Anderson verfasste mit den Alten Pflichten 1723 die erste freimaurerische Konstitution. In der endgültigen Fassung wurde am 28. Februar 1723 im „Postboy“ öffentlich dafür geworben. Die Alten Pflichten regeln das Verhältnis der Logenmitglieder untereinander und zu ihrer nicht maurerischen Umgebung, ferner die Verhältnisse zu Religion und Politik. Er fügte hinzu, dass Frauen – in England – keinen Zutritt zur Freimaurerei haben sollten. (Siehe: Entstehung der spekulativen Freimaurerei) Die Schaffung dieser Konstitution und der gleichzeitige Anspruch, Logen nur dann als Freimaurerlogen anzuerkennen, wenn sie die Regeln dieser Konstitution befolgen, sorgte allgemein für Proteste alter Logen, vor allem von denen in York und Schottland.
Sehr früh wurden Klagen über den Ausschluss der Frauen von der Freimaurerei laut:

„(…) Das Geheimnis wird denen Gliedern der Gesellschaft (Freimaurerei) bey ihrer Aufnahme offenbaret, es müssen sich aber selbige mittelst eines scharfen Eides verbinden, solches niemanden zu entdecken. Derart, dass, als eine gewisse vornehme Prinzessin, die dieses Geheimnis gerne wissen wollte, einen auch vornehmen Herrn dazu beredete, dass er sich in diese Fremesen würde begeben und hiernächst die Eröffnung solchen Geheimnisses von ihm begehrte, derselbe ihr solches gleichwohl abgeschlagen.“

Anderson sah sich Polemiken ausgesetzt, die ihn dazu veranlassten die Logenbesuche einzustellen, bis er erst 1735 wieder freimaurerisch aktiv wurde.
Das maurerische Ritual wurde nach Gründung der Großloge mehrfach erweitert; der Akt der Aufnahme wurde in drei Teile zerlegt, woraus um 1720–1730 die jetzigen drei Grade des Lehrlings, Gesellen und Meisters hervorgingen. In dieser neuen, vergeistigten Gestalt fand die Freimaurerei in verhältnismäßig kurzer Zeit die weiteste Verbreitung. Zunächst folgte (1730) Irland mit Errichtung einer Großloge; 1736, am Andreastag, folgten die alten Logen Schottlands in Edinburgh, deren Protokolle bis ins 15. Jahrhundert zurückreichen.
Mehrere Logen, die sich von der Großloge distanzierten, bezeichneten sich selbst als „Ancients“ und die Mitglieder dieses neuen Bündnisses etwas abwertend als „Moderns“. Manche „Moderns“ drängten auf die Einhaltung der Alten Gebräuche und waren mit den Neuerungen Andersons und Desaguliers nicht einverstanden. Letztlich blieben sie aber in der Minderheit und wechselten zu den „Ancients“. Diese bestanden vor allem aus Mitgliedern des Kleinbürgertums und waren mit einem Überhandnehmen des Adels nicht einverstanden. Die Zahl dieser Logen betrug vor 1751 etwa sechs und wuchs bis 1813 auf 359 heran. In diesem Jahr verschmolzen die „Ancients“ letztlich mit den Moderns. Die „Ancients“ hatten ihre eigene Konstitution, den so genannten Ahiman Rezon.
In Frankreich entstand am 24. Mai 1773 mit Hilfe von Herzog von Montmorency-Luxembourg die „Grande Lodge Nationale“, der heutige „Grand Orient de France (GOdF)“ und schuf für diesen eine Verfassung, deren Prinzipien sich in den Errungenschaften der Französischen Revolution wiederfanden. In einem Rundschreiben des GOdF 1775 fand man die Worte „Das Gesetz ist der Ausdruck des Willens der Allgemeinheit!“, die später in der Erklärung der Menschen- und Bürgerrechte niedergeschrieben wurden. Man sprach stolz von den „Bürgern der Freimaurer-Demokratie“.
1776 wurde in London das Hauptquartier der Ersten Großloge (der heutigen Vereinigten Großloge von England), die Freemason’s Hall eingeweiht, darunter 160 Frauen.
1785 schrieb der „Der Teutsche Merkur“ „dass bei den Freimaurern den Frauen wohl das Herz offen stehe, aber die Loge geschlossen sei.“
Beim Stiftungs- und Amalienfeste der Weimarer Loge „Amalia“ zum 24. Oktober 1820, zu dem auch Frauen eingeladen wurden, sollte Goethes Sohn August ihren Dank ausdrücken. Dabei ließ Goethe ihn folgende Frage in Versform stellen:

„Unser Dank, und wenn auch trutzig,

Grüßend alle lieben Gäste,

Mache keinen Frohen stutzig;

Denn wir feiern eure Feste.
Sollten aber wir, die Frauen,

Dankbar solche Brüder preisen,

Die, ins Innere zu schauen,

Immer uns zur Seite weisen?
Doch Amalien, der hehren,

Die auch euch verklärt erscheinet,

Sprechend, singend ihr zu Ehren

Sind wir doch mit euch vereinet.
Und indem wir eure Lieder

Denken keineswegs zu stören,

Fragen alle sich die Brüder,

Was sie ohne Schwestern wären.“

Maria Deraismes, eine französische Schriftstellerin, demokratische Humanistin und Frauenrechtlerin wurde vom Grand Orient de France zu einem Vortrag über die Gleichberechtigung der Frau eingeladen. Dennoch lehnte man dort die Aufnahme von Frauen in den Logen weiterhin ab. In Paris war auch der Senator und „Conseiller Général“ George Martin davon überzeugt, dass Frauen eine größere Rolle in der Gesellschaft spielen sollten. Daher kämpfte er mit ihr mehr als 10 Jahre allerdings vergeblich für deren Zugang zur regulären Freimaurerei.
In Le Pecq wurde die Männerloge Les Libres Penseurs von der Grande Loge Symbolique Ecossaise de France unabhängig und fasste den außergewöhnlichen Beschluss, künftig auch Frauen als Mitglieder aufzunehmen. Am 14. Januar 1882 weihten sie Maria Deraismes ein. Nach heftigen Protesten führte dies allerdings zur Schließung der Loge. So beschlossen George Martin und Maria Deraismes, die erste Loge der Welt zu gründen, die sowohl Männer als auch Frauen als Mitglieder akzeptierte. Am 14. März 1893 wurden 16 Frauen eingeweiht. Die gemischtgeschlechtliche Freimaurerei und die Obedienz Internationaler Orden der Co-Freimaurerei für Männer und Frauen (Ordre Maçonique Mixte International „Le Droit Humain“) wurde schließlich am 4. April 1893 gegründet.
In Großbritannien brachte ihr ihre Arbeit großes Ansehen und verschaffte ihr Einfluss auf Elizabeth Cady Stanton, eine amerikanische Aktivistin, die sie nach diesem Durchbruch in der Freimaurerei noch im selben Jahr traf.
Annie Besant hörte 1902 durch Francesca Arundale in London vom Droit Humain. In Paris wurde sie in die ersten drei Grade aufgenommen und war hauptverantwortlich für die erste Loge Großbritanniens des Droit Humain in London. Diese Großloge gründete in den folgenden Jahren Logen auf der ganzen Welt.

## Entwicklung in den einzelnen Staaten

### Deutschland

#### Der Anfang
Noch bevor es Logen in Deutschland gab, wurden Deutsche in England zu Freimaurern aufgenommen. Einer der frühesten bekannten Persönlichkeiten war Graf Albrecht Wolfgang von Schaumburg-Lippe.
Am 6. Dezember 1737 wurde durch den Deputierten Großmeister des Königreichs Preußen und des Kurfürstentums Brandenburg in Hamburg die erste deutsche Loge gegründet. Sie hatte anfangs keinen Namen und gehörte auch keiner Großloge an. Ihr zweiter Meister vom Stuhl ließ sie 1740 in das Großlogenregister in London mit der Matrikelnummer 108 eintragen. 1743 erhielt die Loge dann ihren Eigennamen Absalom.
Bis 1754 wurden insgesamt 19 Logen in Deutschland gegründet. Nach und nach etablierten sich auch entsprechende Provinzial-, Groß- und Mutterlogen, wie die Provinzial-Großloge von Hamburg und Niedersachsen 1740, die Mutterloge l’Union von Frankfurt 1741, die Großloge von Obersachsen 1741 und die Große königliche Mutterloge „Zu den drei Weltkugeln“ von 1744.

#### Entstehung der höheren Grade in Deutschland
Mitte des 18. Jahrhunderts entstand in Deutschland die Strikte Observanz (unbedingter Gehorsam), ein freimaurerisches Hochgradsystem. Populär wurde die Organisation durch den Ordensgründer Karl Gotthelf von Hund und Altengrotkau.
Als von Hund 1776 verstarb, wurde der spätere König der Schweden, Karl XIII. zu seinem Nachfolger gewählt.
Zu dieser Zeit waren zahlreiche Freimaurerlogen, darunter die Mutterloge Zu den drei Weltkugeln von den Gold- und Rosenkreuzern unterwandert und die Mutterloge wurde zum Hauptsitz der Rosenkreuzer in Deutschland. Auf dem Wilhelmsbader Freimaurer-Konvent forderte die rosenkreuzerische Alte schottische Loge Friedrich zum goldenen Löwen aus Berlin Ferdinand von Braunschweig und alle anderen anwesenden Freimaurer dazu auf, sich den Rosenkreuzern zu unterwerfen, aber dieser Versuch schlug fehl.
Die Mehrzahl der Freimaurerlogen und Großlogen lösten sich von der Strikten Observanz. Damit war ihr Ende besiegelt.

#### Deutsche Großlogengründungen
Nach dem Zeitalter der freimaurerischen Verirrungen und der Strikten Observanz bildeten sich in Deutschland mehrere mitgliederstarke und langlebige Großlogen heraus. Die Große National-Mutterloge „Zu den drei Weltkugeln“ und die Große Mutterloge „Zur Sonne“ wurden bereits 1744 gegründet. Es folgten die Große Landesloge der Freimaurer von Deutschland 1770, die Große Mutterloge des Eklektischen Freimaurerbundes 1783, die Große Loge von Preußen genannt Royal York zur Freundschaft 1798, die Große Loge von Hamburg 1811, die Große Landesloge von Sachsen 1811, die Große Freimaurerloge „Zur Eintracht“ 1846.
Diese Logen gründeten 1872 den Deutschen Großlogenbund. Neben dem Deutschen Großlogenbund gab es noch weitere Versuche, die deutschen Großlogen zu vereinen oder zumindest unter einen Dachverband zu bringen.
Wegweisende Entscheidungen gingen vom Deutschen Großlogenbund nicht aus. Die innere Struktur ließ die Mitgliedsgroßlogen nicht zusammenwachsen. Es gab nur wenige gemeinsame Erklärungen, die durch den Deutschen Großlogenbund getroffen wurden. So 1874 die Feststellung, dass Rasse und Hautfarbe kein Kriterium für die Ablehnung einer Mitgliedschaft seien. 1903 wurde die Grand Loge de France als reguläre Großloge von Frankreich anerkannt.
Nach dem Ersten Weltkrieg vermittelte der Deutsche Großlogentag humanitäre Hilfe für notleidende Frauen und Kinder über die Großlogen von England, den USA und der im Weltkrieg neutral gebliebenen Staaten.
Zum 50. Jahrestag 1922 traten die drei Berliner Großlogen aus dem Deutschen Großlogenbund aus, da es immer deutlicher zu einer Parteienbildung zwischen den drei christlichen Berliner Großlogen und der humanitären Großlogen kam.
An Orten mit mehreren Logen aus verschiedenen Großlogen bildeten sich oft sogenannte Stuhlmeistervereine, die auf lokaler Ebene eine engere Zusammenarbeit der verschiedenen Logen in Deutschland bewirken.

#### Deutschland nach dem Ersten Weltkrieg
In der Weimarer Republik waren auch die Freimaurer bevorzugte Objekte rechtsextrem motivierter Agitation. Alfred Rosenberg veröffentlichte Schriften wie Das Verbrechen der Freimaurerei. Judentum, Jesuitismus, Deutsches Christentum. Der damalige Chef der Obersten Heeresleitung, General Erich Ludendorff, tat sich ebenfalls als Kritiker der Freimaurer hervor. Ludendorff beschrieb in zahlreichen Schriften die „überstaatlichen Mächten“, die aus „Juden, Jesuiten und Freimaurern“ bestünden.
Ein Teil der deutschen Freimaurer erklärte sich mit der nationalistischen und konservativen Haltung insbesondere der drei altpreußischen Großlogen Große Loge von Preußen genannt Royal York zur Freundschaft, Große Landesloge der Freimaurer von Deutschland und Große National-Mutterloge „Zu den drei Weltkugeln“ nicht einverstanden. Jene Freimaurer gründeten im Jahre 1930 die Symbolische Großloge von Deutschland. Diese Großloge stellte 1933 ihre Arbeit ein und verbrachte ihre Unterlagen nach Jerusalem.
Anlässlich eines Esperanto-Kongresses in Frankfurt am Main wurde im Jahre 1921 die erste Loge von Le Droit Humain in Deutschland mit dem Namen „Goethe“ gegründet.
Am 16. Februar 1924 wurde die gemeinsame Erklärung der drei altpreußischen Großlogen veröffentlicht. Darin wurde festgestellt, dass nur Christen in einer Freimaurerloge aufgenommen werden können und die Logen keine Beziehungen zu Logen der Siegermächte des Ersten Weltkrieges unterhalten wurden. Am 7. April 1933 wurde in einem Treffen des Großmeisters der Großen Landesloge der Freimaurer von Deutschland mit Hermann Göring, dem Reichskommissar für das preußische Innenministerium, die Umbenennung der Großen Landesloge in Deutsch-Christlicher Orden der Tempelherren vereinbart. Daraufhin erfolgte in weiteren Großlogen die Umbenennung (siehe auch Deutsch-christlicher Orden).

#### 1933–1945 Schikanen und endgültiges Verbot

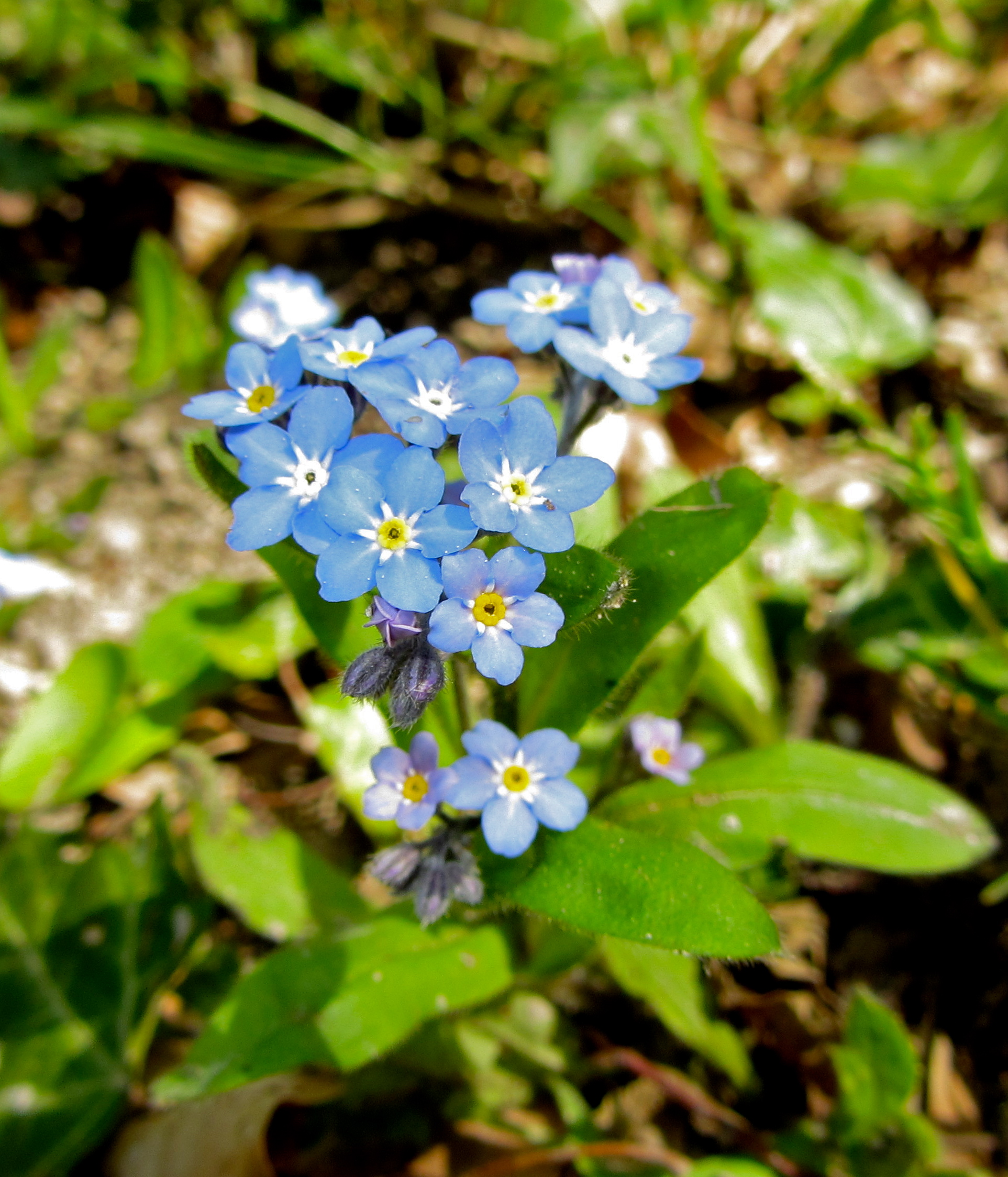
Vergissmeinnicht

Um einem Verbot nach der Machtübernahme der NSDAP 1933 zu entgehen, passten sich die damaligen Freimaurer den Bestimmungen der Staatsführung an.
1934 ergingen weitere Bestimmungen für die Freimaurerei: Sie hatte dafür Sorge zu tragen, die „Orden“ arisch zu halten, und dass Parteifunktionäre zu allen Arbeiten und rituell-symbolischen Tempelarbeiten Zutritt hatten.
In einer Brandrede bezeichnete Joseph Goebbels die weltumspannende Verschwörung aus Judentum, internationaler Freimaurerei und internationalem Marxismus als Hintergrund der Bedrohung Deutschlands.
Im Vorfeld des endgültigen Verbots der Freimaurerei waren Nationalsozialisten stets darum bemüht, halbwegs legalen Schein zu wahren, und sorgten für eine förmliche Auflösung der Vereine. Am 17. August 1935 ordnete Frick, Innenminister, das Verbot der Freimaurerei in Deutschland an.
Zum ersten Mal wurde das kleine blaue Vergissmeinnicht 1926 von der Großloge Zur Sonne als freimaurerisches Emblem in Bremen zur Jahresversammlung verwendet. Seit 1938 wurde von Freimaurern das Vergissmeinnicht als geheimes Zeichen verwendet.
Viele Logenhäuser wurden in „Logenmuseen“ oder „Freimaurermuseen“ umgewandelt, in denen nationalsozialistische Ideologen die Freimaurerei als Grundübel und Zersetzer des deutschen Volkes darstellten.
Nach unbestätigten Zahlen sollen von den ca. 80.000 deutschen Freimaurern 62 ermordet worden sein. Durch Austritte und Verluste im Krieg blieben bis 1945 nur etwa 8.000 übrig.

#### Ab 1945
Auch nach dem Zweiten Weltkrieg wurde das Vergissmeinnicht von den Vereinigten Großlogen von Deutschland als freimaurerisches Emblem auf der ersten Jahresversammlung verwendet. Noch heute wird das Emblem als Erkennungszeichen und in Erinnerung an die Nazizeit von Freimaurern getragen.
1949 wurde in Berlin die Frauenloge Zur Humanität gegründet, die die Basis für die Gründung der späteren Großloge Zur Humanität (heute: Frauen-Großloge von Deutschland) darstellte.
In den von der Vereinigten Großloge von England (VGLvE) als regulär anerkannten Großlogen, die wiederum in den Vereinigten Großlogen von Deutschland zusammengeschlossen sind, waren 2012 nach eigenen Angaben ca. 14.000 Brüder in 470 aktiven Logen organisiert.

### Großbritannien
Wann die Freimaurerei auf den britischen Inseln begann, ist noch strittig. Der Übergang von einem Handwerkerbund zu einer Bruderschaft vollzog sich in den einzelnen Bauhütten unterschiedlich und ist nicht immer klar herauszustellen. Als früheste Zeichen von Freimaurerei wird das Halliwell-Manuskript von 1390 und das Cooke-Manuskript von 1430 bis 1440 angesehen. Die älteste Freimaurerloge der Welt ist nach derzeitigem Stand der Forschung die Lodge Mother Kilwinning No. 0, deren erste schriftliche Erwähnung im Shaw-Manuskript von 1598 auftaucht. Seit dem 17. Jahrhundert sind in den Bauhütten Mitglieder nachweisbar, die mit dem Handwerk nichts zu tun haben. So in den Rechnungsbüchern der Virginia Company of London von 1620, die mehrere Angenommene Maurer als Mitglieder aufzählt. Nachweisbare frühe Aufnahmen von Nicht-Handwerkern in Bauhütten gibt es zum Beispiel 1600 in Edinburgh (Boswell of Auchinleck), 1641 in Newcastle (Generalquartiermeister Robert Moray) und 1646 in Warrington (Elias Ashmole). Bereits 1670 waren von dem 59 Mitgliedern der Loge in Aberdeen nur noch 7 Steinmetze.
Obwohl es auch auf dem europäischen Kontinent große und einflussreiche Bauhütten gab, sind die britischen Bauhütten die ersten, die den Weg zur spekulativen Maurerei gefunden haben. Wegen des Fehlens eindeutiger Unterlagen wird in den meisten Fällen die Großlogengründung in London am 24. Juni 1717 als Beginn der modernen Freimaurerei angesehen. Der Großlogengründung in London ging offenbar eine Zeit des Niedergangs voraus, der durch ein zentrales Leitungsgremium entgegengewirkt werden sollte.

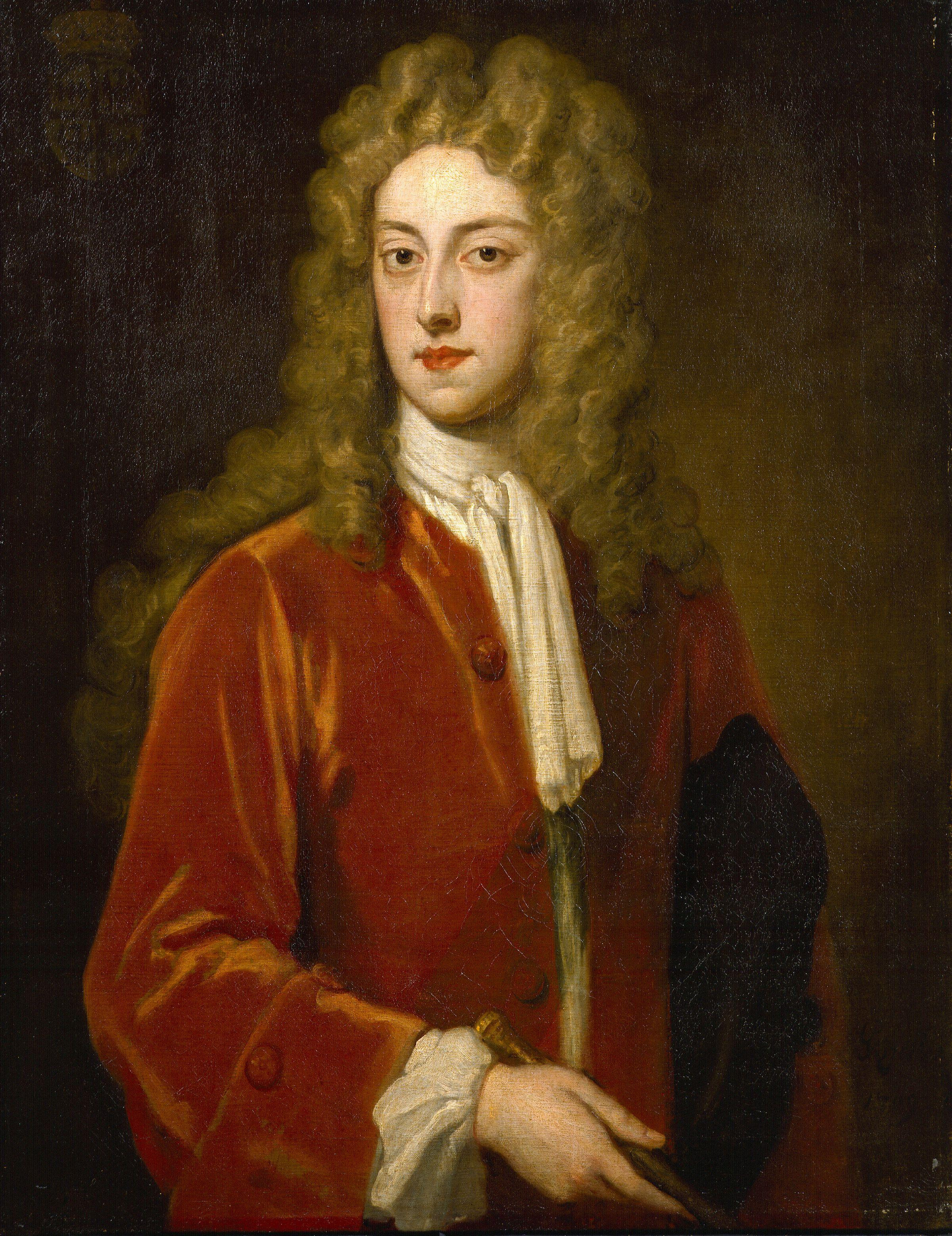
John Montagu (1690–1749), Gemälde von Godfrey Kneller, 1709

Die Großloge nannte sich zuerst Großloge von London und Westminster. Erster Großmeister war Anthony Sayer. Ihm folgten 1718 George Payne, 1719 John Theophilus Desaguliers, 1720 noch einmal Payne und 1721 John Herzog von Montagu als erster adeliger Großmeister und seinerzeit der reichste Mann Englands. Sitzungsprotokolle gab es erst seit 1722, die erste Konstitution der Großloge in gedruckter Form erschien 1732.
1751 erhielt die Großloge von London und Westminster Konkurrenz durch die Atholl-Großloge, auch Großloge der Antients genannt. Sie wurde durch Logen gegründet, die sich der Gründung von 1717 nicht angeschlossen hatten. Ihr erster Großmeister war Laurence Dermott. Sie warfen der Großloge von 1717 vor, die wahre Tradition der Freimaurer nicht zu erfüllen und nannten diese in Abgrenzung zu sich Moderns.
Diese Trennung der englischen Freimaurerei dauerte bis zum 27. Dezember 1813 an, als die Antients und Moderns sich zur United Grand Lodge of England zusammenschlossen. 1818 gab es in London 115 Logen, 431 im übrigen England, 46 in den Regimentern und der Flotte und 56 im Ausland. Die Zahl ist seither stetig gestiegen. 1967, als Edward, 2. Duke of Kent, Großmeister wurde, waren es insgesamt 7300 Logen, 1981 waren es bereits 8115 Logen.

### Schottland
Im Herbst 1735 trafen sich die vier schottische Logen Mary’s Chapel, Canongate Kilwinning, Kilwinning Scots Arms und Leith Kilwinning um einen Großmeister zu wählen und eine Verfassung für eine eigene Großloge auszuarbeiten. Am 30. September 1736 fanden sich in Mary’s Chapel bereits die Vertreter von 33 Logen zum feierlichen Gründungsakt ein. William Clair, Laird of Roslin, der letzte der Familie, wurde erster Großmeister. Die Großloge wählte dann als Farbe das Grün des schottischen Distelordens.
Von 1747 an wurden dann für die schottischen Regimenter Militärlogen gegründet, zuerst im Regiment des Herzogs von Norfolk. Sie trugen sehr viel zur Verbreitung der Maurerei ihrer Großloge in der Welt bei. Von allem Anfang an wurden auch Soldaten in diese Regimentslogen aufgenommen, während für die englischen Armeelogen erst während des Ersten Weltkrieges die Bestimmung geschaffen wurde.

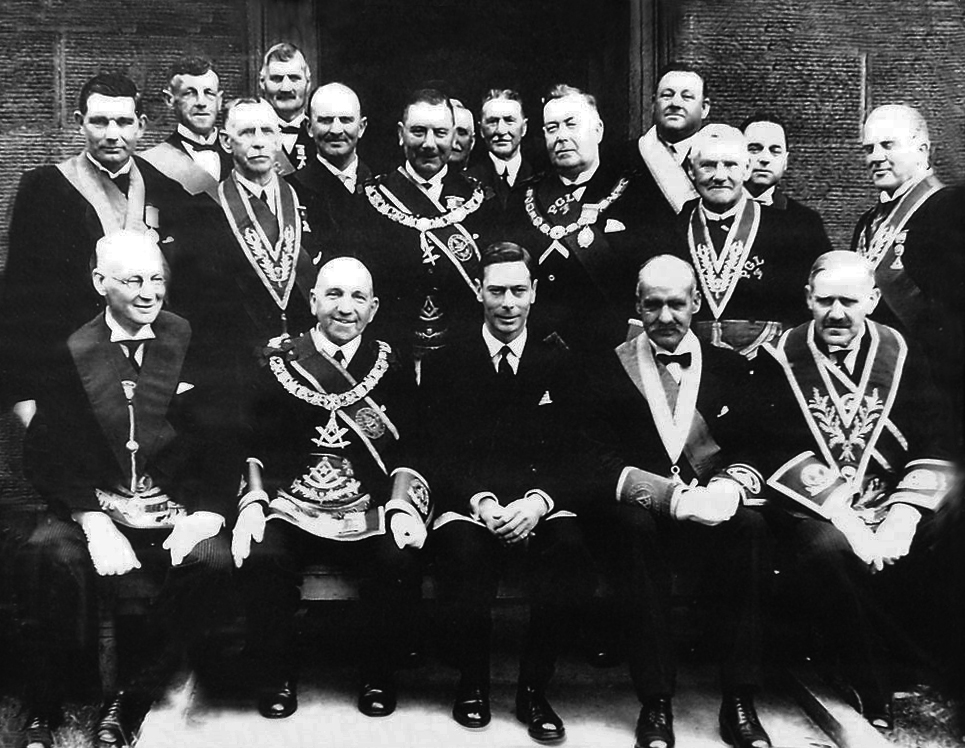
König George VI. im Kreise schottischer Freimaurer

Die schottische Freimaurerei war im ganzen britischen Imperium vertreten. In Asien, Afrika, Australien und Westindien wurden Provinzial-Großmeister, in Indien ein „Großmeister der schottischen Freimaurerei“ eingesetzt.
1805 erhielt Georg, Prince of Wales, der spätere König Georg IV., den Großmeistertitel. Auf ihn folgten als Schirmherren William IV. und dann Albert Edward. Prince of Wales (der spätere König Eduard VII.). Große Verdienste erwarb sich die Großloge von Schottland um die Eingliederung von Eingeborenen aus den verschiedensten britischen Kolonien in ihren Bund.

### Vereinigte Staaten von Amerika

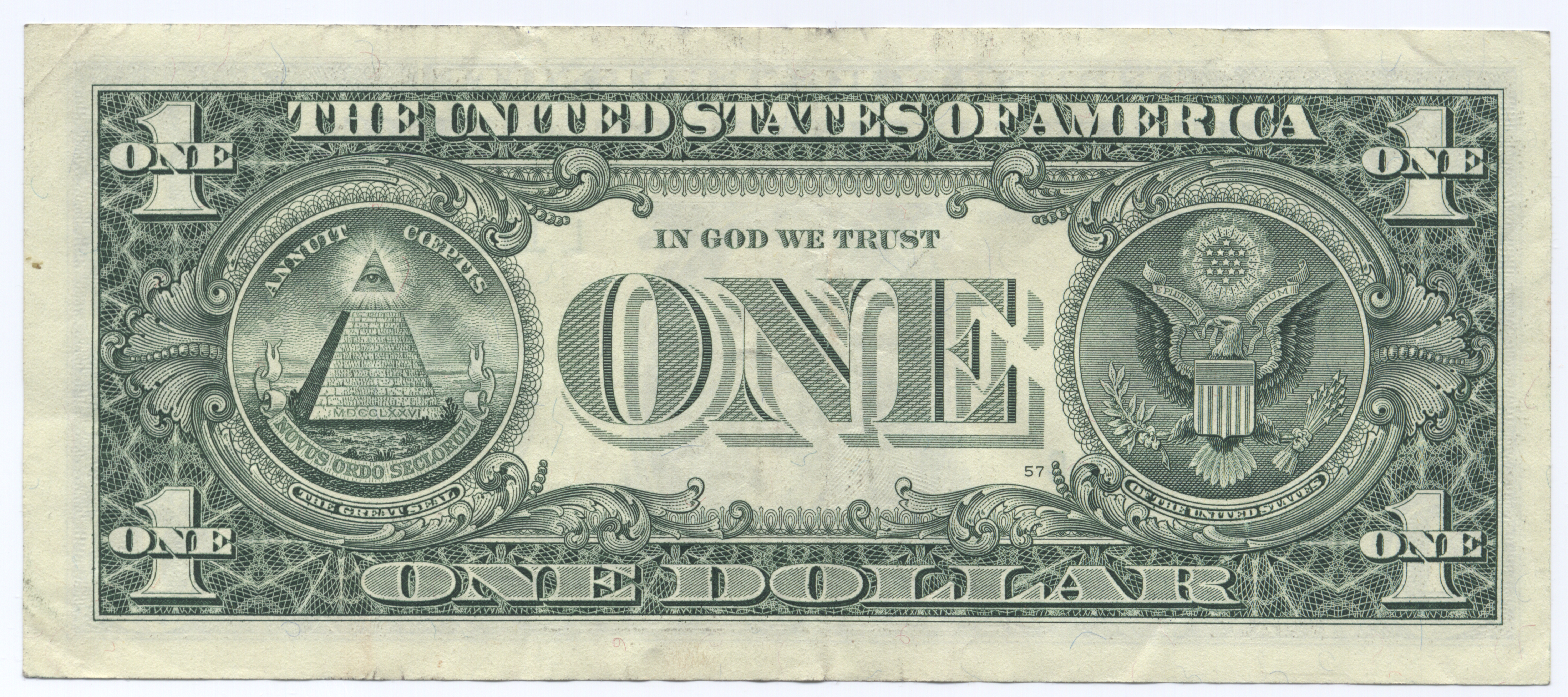
Rückseite der Dollarnote

Die politische Entwicklung in den Vereinigten Staaten während und nach dem erfolgreichen Unabhängigkeitskrieg wurde wesentlich durch Freimaurer wie George Washington und Benjamin Franklin und freimaurerfreundliche Politiker wie Thomas Jefferson geprägt. Das gemäßigt freimaurerische Element (ohne antireligiöse Stoßrichtung) gehört zum zentralen Erbe der amerikanischen Revolution und konnte sich auch in der Folge, ungeachtet politischer und religiöser Vorbehalte anderer Gruppen, auf breiter Basis entfalten. Erste Versuche zur Bildung einer gemeinsamen Großloge aller Bundesstaaten gab es bereits 1780. Symbole und Rituale der Freimaurer wurden öffentlich verwendet. So sind die Pyramide und das Auge im Dreieck auf der Rückseite der US-Dollar-Note zu finden. Die Grundsteinlegung des Kapitols erfolgte am 18. September 1793 nach freimaurerischem Ritus. Dabei wurde Präsident Washington ein eigens angefertigter Freimaurerschurz der Großloge von Maryland durch den Marquis de La Fayette feierlich überreicht. Der Entwurf und die Konstruktion der Freiheitsstatue geht auf die Freimaurer Frédéric Auguste Bartholdi und Gustave Eiffel zurück; die Grundsteinlegung des Sockelgebäudes erfolgte in einer Freimaurer-Zeremonie am 5. August 1885 durch den Großmeister der Großloge von New York, William A. Brodie.
Politischer Widerstand gegen den Freimaurer Andrew Jackson führte zur Bildung einer kurzlebigen Anti-Freimaurerpartei, die bei den Präsidentschaftswahlen von 1828 und 1832 erfolglos Kandidaten aufstellte. Großen Aufschwung nahm die Freimaurerei in den USA in den Jahrzehnten zwischen 1870 und 1930, wovon auch viele wahrzeichenhafte Bauten zeugen. Zu den amerikanischen Präsidenten, die Freimaurer waren, zählen unter anderem Theodore Roosevelt und Franklin Delano Roosevelt. Am Höhepunkt der Verbreitung des Bundes im Jahre 1929 gehörten 8,6 % der männlichen Bevölkerung der USA der Freimaurerei an. 1960 waren es mit über 4 Millionen Mitgliedern noch 7,6 %. Der Aufnahmewelle nach 1945 folgte ein deutlich feststellbarer Abschmelzprozess in den letzten Jahrzehnten, der auch für die karitative Tätigkeit der Logen Probleme aufwirft. Dennoch ist in den USA wie in Großbritannien bis heute Mitgliedschaft in freimaurerischen Organisationen als mittelständisches Massenphänomen anzusehen. Dem entspricht unter anderem auch eine selbstbewusste architektonische Eigendarstellung.

### Frankreich
Schon im ersten Drittel des 18. Jahrhunderts fand sich eine freimaurerische Bewegung in Frankreich, offenbar in starkem Maße getragen von englischsprachigen jakobitischen Exilanten. Im Jahr 1773 kam es dann zur Gründung des Grand Orient de France, der aus einer jahrelang umstrittenen Reform der 1738 gegründeten ersten Grande Loge de France erwuchs. Die vom Duc de Luxembourg vertretene Reform war stark zentralistisch ausgerichtet und setzte als Großmeister Louis Philippe d’Orléans (1747–1793) ein. Eine rivalisierende Institution, die Grande Loge de Clermont existierte allerdings noch bis 1799.
Im Rahmen der französischen Revolution waren Freimaurer auf mehreren Seiten aktiv. Der Herzog von Luxembourg emigrierte beispielsweise schon im Juli 1789, und aristokratische Logen wie La Concorde standen der Revolution negativ gegenüber. Das freiere Diskussionsklima in den Logen mag allerdings vor 1789 zum Aufblühen der revolutionären Ideen beigetragen haben. Zu den bekanntesten Freimaurern der französischen Aufklärung gehören Voltaire, Montesquieu und Claude Adrien Helvétius, unter den Revolutionären etwa Jean-Paul Marat.
Am 5. Januar 1792 begrüßte der Grand Orient de France öffentlich die im Gang befindliche Revolution, 1793–1796 entfalteten sich aber kaum freimaurerische Aktivitäten. Nach dem Staatsstreich Napoleon Bonapartes vom 18. Brumaire 1799 kommt es aber zu einer außergewöhnlichen Entfaltung, allerdings auch Inpflichtnahme der freimaurerischen Bewegung. Die Zahl der Logen erhöht sich binnen 10 Jahren von 300 auf 1220 (1814). Der Sturz Napoleons führte aber in der Folge auch die französische Freimaurerei zu einer tiefen Krise. Auch Napoléon III. kontrollierte die Freimaurerei durch Leute seines Vertrauens.
In der Dritten Republik waren zahlreiche bedeutende Persönlichkeiten Freimaurer, das republikanische Bürgertum sammelte sich im Grand Orient de France, eine republikanische, liberale und antiklerikale Grundeinstellung und der Fortschritts- und Vernunftglauben verbanden sie mit der Freimaurerei. Eine bedeutende Rolle spielten Freimaurer bei der Gründung der Parti radical. Gleichzeitig bekämpften monarchistische, katholische und nationalistische Kräfte die Republik und die Freimaurerei. Mit der Taxil-Schwindel- und der Dreyfus-Affäre wurden Juden und Freimaurer zum gemeinsamen Feindbild der antirepublikanischen Rechten und es wurde das Schlagwort von der République judéo-maçonique geprägt.
1877 wurde aus der Verfassung des Grand Orient de France der Satz gestrichen, der den Glauben an die Existenz eines (persönlichen) Schöpfergottes und der Unsterblichkeit der Seele zur Voraussetzung der Mitgliedschaft macht. Die damit verbundene Zulassung auch von Atheisten wurde zum Grund eines Schismas in der freimaurerischen Bewegung, da die meisten angelsächsischen Großlogen unter Führung der englischen nicht bereit waren, diese absolute Gewissensfreiheit anzuerkennen. Diese Divergenz zwischen dem Grand Orient de France und den ihm folgenden, zumeist in katholischen Ländern beheimateten Logen ist bis heute nicht bereinigt. In der Folge (1894, 1913) ergaben sich auch wieder traditionalistische Abspaltungen vom Grand Orient de France.
Unter dem Vichy-Regime sank die Zahl der französischen Logenmitglieder von etwa 30.000 (1939) auf unter 7000, da das Regime in der Tradition der antirepublikanischen Rechten Freimaurer ablehnte, diskriminierte und verfolgte.
In den letzten Jahren kam es zu beträchtlichem Mitgliederwachstum, von 30.000 (1990) auf etwa 45.000 Mitglieder (2005) in 1080 Logen.
Die religionsneutrale (laïcité) – daher oft antiklerikale, antikirchliche und religionskritische – und relativ politische Orientierung der französischen Freimaurerei hat sich vor allem in katholisch geprägten Staaten Europas und Lateinamerikas verbreitet. Die profiliertesten Vertreter der lateinamerikanischen Unabhängigkeitsbewegungen zu Beginn des 19. Jahrhunderts waren Freimaurer dieser Tradition, darunter Simón Bolívar, Bernardo O’Higgins, José de San Martín, Manuel Belgrano, ebenso die Anführer der italienischen Nationalbewegung wie Giuseppe Garibaldi, Giuseppe Mazzini oder Francesco Crispi.

### Spanien
Die Entwicklung der Freimaurerei in Spanien ist in besonderem Maße mit jener in Frankreich verbunden, einerseits durch die Zeit der napoleonischen Besatzung zu Beginn des 19. Jahrhunderts, andererseits durch die im französischen Exil gebildeten Logen nach dem Verbot der Freimaurerei durch den Diktator Francisco Franco.
Schon 1728 kam es zur ersten Logengründung in Madrid, allerdings durch einen Engländer, den Duke of Wharton und mit englischen Mitgliedern: sie wurde „Las Tres Flores de Lys“ (zu den drei Lilien) genannt und existierte nur kurz. Zehn Jahre später kam es aufgrund der päpstlichen Bulle In eminenti zu einem effektiven Verbot der Freimaurerei in Spanien und es entstand bereits das Phänomen der Exillogen, etwa “La Reunión Española” gegründet von spanischen Marineoffizieren in Brest.
Erst mit der 1808 erfolgten Thronbesteigung Königs José I, also von Joseph Bonaparte fand die Freimaurerei die Möglichkeiten freier Entfaltung und sogar der Förderung durch die politischen Autoritäten. Bonaparte war Großmeister des Grand Orient de France gewesen. Im Jahr 1809 wurde die Gran Logia Nacional para todas las Españas gegründet, die binnen kurzem 34 Logen unter der Oberhoheit des Grand Orient de France vereinigte. Nach dieser kurzen Blüte kam es allerdings wieder zu massiven Verfolgungen unter dem wieder etablierten Absolutismus von König Ferdinand VII. (Spanien). Allerdings blieb das spanische Militär, vor allem das Offizierskorps, auch in dieser Übergangszeit bis zu den Karlistenkriegen sehr stark freimaurerisch geprägt.
Erst 1834 kam es zu einer Amnestie, freilich bei weiter geltendem Beitrittsverbot. 1838 wurde in Lissabon ein Grande Oriente Nacional de España gegründet, dem zumindest drei Logen, in Granada, Barcelona und Bilbao, angehörten, Die 1848 gegründete Loge „La Sagesse“ in Barcelona und die 1850 gegründete Loge „Los Amigos de la Naturaleza y la Humanidad“ von Gijón schlossen sich dem französischen Grand Orient an.
Die Revolution vom September 1868 brachte die Gedanken- und Versammlungsfreiheit und markierte eine neue Periode in der spanischen Freimaurerei. Es kam zur Gründung zahlreicher Logen und Freimaurer arbeiteten aktiv an der Modernisierung des Landes mit. Besondere Beachtung fand die Rolle der Freimaurer zur Zeit der Zweiten Republik, wobei von freimaurerischer Seite betont wird, dass es hier vielfach zur Überschätzung der Rolle einschlägig aktiver Minister und Beamter gekommen sei. Angesichts der rechtsgerichteten Erhebung des Generals Franco bekräftigten spanische Freimaurer offiziell ihre Treue zur Republik. Am Ende des Spanischen Bürgerkriegs, am 1. März 1939, appellierten die zwei Hauptrichtungen der spanischen Freimaurerei an alle Maurerbrüder der Welt mit der Bitte um Hilfe und der Ankündigung des Exils.
Genau ein Jahr später, am 1. März 1940, ließ General Franco ein „Gesetz gegen die Freimaurerei und den Kommunismus“ veröffentlichen, das auf fast 40 Jahre jede maurerische Aktivität in Spanien unterband. Unter der Franco-Diktatur drohten bei Ausübung der Freimaurerei bis zu zwölf Jahre Zuchthaus.
Im Gefolge der Rückkehr zur Demokratie wurde diese von einem Logenverband der seitens der United Grand Lodge of England (Vereinigte Großloge von England, UGLoE) anerkannten Ausrichtung wieder aufgenommen. Die Tradition der liberalen Freimaurerei wurde in Spanien erst in den 1990er Jahren wieder belebt.

### Italien
Die erste Loge wurde 1731 von Engländern in Florenz gegründet. Um diesen Kern scharten sich in der Folge örtliche Adelige und Intellektuelle. Die päpstliche Bulle In eminenti vom 28. April 1738 betraf bereits diese Loge. Dennoch entwickelten sich in der Toscana in der Folge weitere Logen, die auch von England aus anerkannt wurden.
Eine in Rom 1735 gegründete Loge musste auf Grund des päpstlichen Druckes ihre Arbeit schon 1737 aufgeben, doch kam es zu Neugründungen 1776 und 1787 nach dem schottischen Ritus.
Im Jahr 1746 wurde in Venedig eine Loge gegründet. Ihr gehörten Giacomo Casanova, Carlo Goldoni und Francesco Griselini an. 1755 musste auch sie auf behördlichen Druck ihre Tätigkeit beschließen. Erst 1772 kam es zu einer Neugründung.
Eine 1756 gegründete Loge wurde 1757 in Mailand auf Anordnung des österreichischen Gouverneurs wieder geschlossen, blieb aber de facto in Aktivität und schloss sich 1783 der Wiener Großloge an.
Nach einer Periode der Blüte im Zeitalter Napoleons kam es ab 1814 wieder zu Repressalien gegen die italienische Freimaurerei. Erst die zweite Hälfte des 19. Jahrhunderts und das Risorgimento führten wieder zu einer Expansion.
Zu den Großmeistern jener Zeit zählten unter anderem Giuseppe Garibaldi (ab 1864) und Giuseppe Mazzini. Die päpstliche Enzyklika Humanum Genus aus 1884 von Papst Leo XIII. brachte aber erneut eine scharfe Konfrontation mit der katholischen Kirche. In diesem Klima wurde am 6. Juni 1889 am Campo de’ Fiori von Rom das Denkmal für Giordano Bruno eingeweiht, ein Werk des prominenten Freimaurers Ettore Ferrari.
Im 20. Jahrhundert kam es erneut zu schweren Repressionen unter dem Faschismus Mussolinis. Zu jener Zeit gab es in Italien zwei Großlogen.
Am 13. Februar 1923 verbot der Große Faschistische Rat seinen Mitgliedern die Zugehörigkeit zur Maurerei:

„Der Große Faschistische Rat hat beschlossen: In der Erwägung, dass die letzten politischen Ereignisse, die Haltung und gewisse Beschlüsse der Freimaurerei begründeten Anlass zur Annahme geben, dass die Freimaurerei Programme verfolgt und Methoden anwendet, die im Widerspruch zu denen stehen, die die ganze Tätigkeit des Faschismus inspirieren, fordert der Rat die Faschisten, die Freimaurer sind, auf, zwischen der Zugehörigkeit zur nationalen Faschistenpartei oder zur Freimaurerei zu wählen. Denn für die Faschisten gibt es nur eine einzige Disziplin, die des Faschismus […] den absoluten, unterwürfigen und jederzeitigen Gehorsam gegenüber dem Duce und den anderen Führern des Faschismus.“

Dies war eine der wenigen Resolutionen des Faschistischen Rates, die nicht einstimmig angenommen wurden. Roberto Farinacci, seit 1915 Freimaurer, sprach sich dagegen aus. Eine nicht unerhebliche Zahl Freimaurer hatte überdies am Marsch auf Rom teilgenommen. Daraufhin veröffentlichte die Großloge ein Schreiben, in welchem für jeden Bruder Verständnis ausgedrückt wurde, unter diesen Umständen die Freimaurerei zu verlassen. Die Mehrheit kehrte dem Faschismus den Rücken und blieb den jeweiligen Logen treu. Im Anschluss wurde das so genannte „Graubuch“ veröffentlicht, in dem es heißt, dass Freimaurer den Marsch unterstützt hatten in Hoffnung der Abwendung des Übels der Anarchie, aber sich nun vom Faschismus keineswegs wünschten, eine Diktatur zu errichten. Im weiteren Verlauf fanden Übergriffe der Schwarzhemden auf Logen statt, und die Faschisten verboten ihren Parteigängern die Zugehörigkeit zur Freimaurerei. Nach wiederholten Protesten gegen das Gewaltregime Mussolinis, erklärte die Großloge, „Faschismus bedeute einen geistigen und moralischen Rückschritt.“ Darauf kam es in der Nacht vom 3. auf den 4. Oktober 1925 zu schweren Bluttaten in Florenz, zu Mord und Brandstiftung. In dieser Blutnacht von Florenz fanden viele italienische Freimaurer den Tod. Dabei wurden viele Logenhäuser zerstört. Danach verbot Mussolini endgültig die Freimaurerei.

## Antimasonismus

### Die katholische Kirche
Die schnelle Ausbreitung der Freimaurerei rief bald von Seiten der katholischen Kirche wie des Staats Kritik und zahlreiche Verbote hervor. So war die Maurerei in Neapel 1731, in Polen 1734, in Holland 1735, in Frankreich 1737, in Genf, in Hamburg, in Schweden und von Kaiser Karl VI. in den österreichischen Niederlanden 1738 sowie in Florenz 1739 untersagt. Am konsequentesten ging die spanische und portugiesische Inquisition gegen die Freimaurer vor.
Der 1738 gegen die Freimaurerei erlassene päpstliche Bannfluch In eminenti apostolatus specula (päpstliche Bulle) Clemens XII. forderte die staatlichen Mächte auf, die Freimaurerei zu verbieten. Kardinal Firrao ließ infolgedessen 1739 durch den Henker Freimaurerbücher öffentlich verbrennen, und im selben Jahr wurde der Dichter Tommaso Grudelli in Florenz der Inquisition als Häretiker denunziert und im Gefängnis gefoltert. Später kam er auf Betreiben des Großherzogs wieder frei, erlag mit 43 Jahren dennoch den Folgen der Haft.
Am 18. Mai 1751 bestätige Papst Benedikt XIV. die Bulle seines Vorgängers mit der Bulle Providas romanorum und unterstrich die Verurteilung der Freimaurerei, indem er allen Katholiken unter Androhung der Exkommunikation jeglichen Kontakt verbot, die ohne Erklärung erfolge und bis zum Tode ihre Gültigkeit behalte, woraufhin Karl III. (Spanien) im Königreich beider Sizilien die Freimaurerei verbot. Giacomo Casanova, der 1750 in den Bund der Freimaurer aufgenommen worden war, wurde am 27. Juli 1755 in Venedig wegen Freimaurerei verhaftet und zu fünf Jahren Gefängnis verurteilt, ohne dass ihm das Strafmaß mitgeteilt wurde. Aber schon am 1. November 1756 gelang ihm die Flucht aus den Bleikammern. 1783 wurde der Marchese Vivaldi in Venedig wegen Freimaurerei verhaftet, im Gefängnis erdrosselt und seine Leiche öffentlich mit der Aufschrift ausgestellt: „so behandelt die Republik die Freimaurer“.
Auch Pius IX. erneuerte die Verurteilung der Freimaurerei mit Ecclesiam a Jesu Christo ebenso wie Leo XIII. in diversen Enzykliken. (siehe auch: Liste päpstlicher Rechtsakte und Verlautbarungen gegen die Freimaurerei und Geheimbünde)

### Verbot in kommunistischen Staaten
Kommunistische Staaten, voran die Sowjetunion, verboten die Freimaurerei. Grundlage hierfür war der Beschluss des vierten Kongresses der Kommunistischen Internationale:

„Es ist unbedingte Notwendigkeit, dass die führenden Organe der Partei alle Brücken abbrechen, die zum Bürgertum führen, und deshalb auch einen radikalen Bruch mit der Freimaurerei vollziehen. Der Abgrund, der das Proletariat vom Bürgertum trennt, muss der kommunistischen Partei voll zum Bewusstsein gebracht werden. Ein Bruchteil der führenden Elemente der Partei hat versuchen wollen, über diesen Abgrund maskierte Brücken zu schlagen und sich der freimaurerischen Logen zu bedienen.“

Oftmals wird von Gegnern der Freimaurerei eine Verbindung von Kommunismus/Marxismus und Freimaurerei konstruiert, die wie erwähnt niemals bestand. Keiner der Volkskommissare der Sowjetunion war jemals Freimaurer, lediglich Leo Trotzki beschäftigte sich während seiner Inhaftierung mit der Geschichte und Philosophie der Freimaurerei. Auf Grund dessen wurde Trotzki nachgesagt, und mit ihm auch dem Kommunismus, er habe Kontakte zu Logen gepflegt. Diese Auffassung steht Trotzkis Veröffentlichung Iswetija entgegen, wo er schrieb:

„Sie ist die kapitalistische Feindin des Kommunismus; sie ist so rückständig wie die Kirche, der Katholizismus. Sie stumpft die Schärfe des Klassenkampfes durch Mystizismus, Sentimentalität und moralischen Formelkram ab… Mit glühenden Eisen müsste sie mit ihrer Gefolgschaft ausgerottet werden, denn sie schwächt die Lehren des Kommunismus […].“

Einzige Ausnahme der kommunistischen Staaten bildet Kuba, wo seit 1859 die reguläre und anerkannte Großloge Kubas mit im Jahr 1996 gezählten 314 Logen und etwa 23.000 Mitgliedern arbeitet. Fidel Castro verbot die Freimaurerei nicht, offenbar weil der kubanische Freiheitsheld José Martí Freimaurer war. Seine Regierung forderte allerdings 1977 eine Geldbuße von insgesamt 100.000 Dollar gegen einzelne Logen und die Großloge, weil die Logen Witwen und Waisen der Regierung feindlich gesinnter, gefangener oder hingerichteter Brüder unterstützt hatten.

### Antimasonismus und Verschwörungstheorien
Freimaurerei ist international. Freimaurer sind den Gesetzen des eigenen Staates verpflichtet, ebenso ihrem Gewissen, wenn die sittlichen Grundlagen und Menschenrechte angegriffen werden, für die sie mit all ihren Kräften einstehen.
Gemäß Armin Pfahl-Traughber, Politikwissenschaftler, entstand der erste antifreimaurerische Verschwörungsmythos in Deutschland. 1786, kurz nach der Verfolgung und den Verboten des Illuminatenordens in Bayern, wurde von einem anonymen Autor das Buch Enthüllungen des Systems der Weltbürger-Politik veröffentlicht. Hierbei handelte es sich um den Regierungsangestellten von Weimar Ernst August von Göchhausen (1740–1824), der eine Horrorvision weltweiter Revolutionen beschrieb, deren einzige Ursache eine weltweite Verschwörung von Freimaurern, Illuminaten und Jesuiten sei. Drei Jahre später schien sich der politische Mythos mit dem Ausbruch der Französischen Revolution zu bestätigen und die Freimaurer wurden zunächst von royalistischer Seite dafür verantwortlich gemacht. Der Schlachtruf dieser Revolution scheint (aus heutiger Sicht) – „Freiheit, Gleichheit, Brüderlichkeit“ – auf die französischen Formen freimaurerischer Parolen zurückzugehen, die oft auch in anderen Varianten wie „brüderliche Liebe, Fürsorge, Wahrheit“ verwendet wurden.
Personen des öffentlichen Lebens, Führungskräfte in Politik und Wirtschaft, aber auch Künstler waren oftmals Freimaurer. Dadurch erklärt sich der Verdacht, die Freimaurerei sei ein Hort der Klüngelei und Korruption, der viel eher der Karriere ihrer Mitglieder diene als dem Allgemeinwohl der Menschheit. Freimaurer gerieten in Verdacht, die treibende Kraft hinter der Zerstörung der Sozialordnung zu sein.
Anhänger von Verschwörungstheorien werfen der Freimaurerei vor, in einer unlauteren Weise die Gesellschaft zu manipulieren, wobei die in den niederen Graden praktizierte humanitäre Arbeit nur als Tarnung der Tätigkeit der Hochgrade diene. So sei die Hochgradfreimaurerei ein Instrument zur Unterwanderung der Völker mit dem Ziel, eine menschenverachtende Diktatur in einem Weltstaat mit einer einheitlichen Weltreligion zu errichten. Dabei wird immer wieder auf die Verquickung von Hochfinanz – vor allem von den Dynastien der Rothschilds und Rockefellers – und Hochgradfreimaurerei hingewiesen.
In den meisten totalitären Staatsformen ist die Freimaurerei verboten. Diese Tatsache galt für das NS-Regime, die DDR, die Sowjetunion und gilt für die meisten islamisch regierten Staaten. Vor allem die radikal-islamische Organisation Hamas hat sich die Verfolgung von Freimaurern vorgenommen. Lediglich in der Republik Kuba ist die Freimaurerei trotz der sozialistischen Regierung geduldet.
- Konservativ-christliches Lager: Bis heute gilt offiziell die Mitgliedschaft in einer Freimaurerloge als nicht vereinbar mit dem katholischen Glauben. Freimaurer wurden beschuldigt, die treibende Kraft hinter der Trennung von Staat und Kirche gewesen zu sein. Ursache war die Ausbreitung des Liberalismus und Sozialismus, der Aufklärung und der religiösen Toleranz. In päpstlichen Bullen wurde die Freimaurerei als „Kirche Satans“ bezeichnet und wird zum Teil bis heute als der weltgeschichtliche Gegenspieler zur christlichen Kirche gesehen. Dabei wird ausgeführt, dass die Hochgradfreimaurerei okkultistische Züge trage. Ein wichtiger Vertreter dieses Lagers ist der ehemalige Ordenspriester Manfred Adler.[31]
- Konservativ-nationales Lager: Freimaurer werden als die Feinde der souveränen Nationalstaaten gesehen. Der prominenteste Vertreter dieses Lagers ist der deutsche General des Ersten Weltkrieges Erich Ludendorff.
- Esoterisches Lager: Im Zuge der allgemeinen Popularisierung der Esoterik in der zweiten Hälfte des 20. Jahrhunderts tauchten auch immer wieder Verschwörungstheorien über die Freimaurer auf. In Deutschland ist der bekannteste Vertreter dieses Lagers Jan van Helsing. Seine beiden ersten Bücher zu diesem Thema wurden wegen Volksverhetzung verboten.

### Geschichte der Freimaurerei allgemein
- Bianca Bartels, Winfried Brinkmann, Wolfgang Dittrich: Freimaurer – Geheimbund oder Ethikschule? Geschichte und heutiges Wirken der Freimaurer in Hannover. Begleitband zu einer Ausstellung im Historischen Museum Hannover vom 5. September 2012 bis 6. Januar 2013, hrsg. von Siegfried Schildmacher, Hannover 2012: Gottfried-Wilhelm-Leibniz-Bibliothek, ISBN 978-3-943922-01-1.
- Joachim Berger: Europäische Freimaurereien (1850–1935), in: Europäische Geschichte Online, hrsg. vom Institut für Europäische Geschichte (Mainz), 2010; Abgerufen am 14. Juni 2012.
- Tobias Churton: Freemasonry. The Reality. Lewis Masonic, Hersham, Surrey 2007, ISBN 978-0-85318-275-7.
- Robert L. Cooper: Cracking the Freemason’s Code. The Truth About Solomon’s Key and the Brotherhood. Random House, London 2006, ISBN 1-84604-049-3.
- Alexander Giese: Die Freimaurer. Eine Einführung. Böhlau Verlag, Wien 2005, ISBN 3-205-77353-5.
- Tom Goeller: Freimaurer. Aufklärung eines Mythos. Be.bra Verlag, ISBN 978-3-89809-071-1.
- Stefan-Ludwig Hoffmann: Die Politik der Geselligkeit. Freimaurerlogen in der deutschen Bürgergesellschaft 1840–1918. Vandenhoeck & Ruprecht, Göttingen 2000, ISBN 3-525-35911-X (zugl. Dissertation, Universität Bielefeld 1999).
- Jürgen Holtorf: Die verschwiegene Bruderschaft. Freimaurer-Logen, Legende und Wirklichkeit. 5. Auflage. Heyne, München 1988, ISBN 3-453-01811-7.
- Eugen Lennhoff: Die Freimaurer. Gondrom Verlag, Bindlach 1981, ISBN 3-8112-0585-4 (Nachdr. d. Ausg. Wien 1932).
- Eugen Lennhoff, Oskar Posner, Dieter A. Binder: Internationales Freimaurer Lexikon. Überarbeitete und erweiterte Neuauflage der Ausgabe von 1932. Herbig, München 2006, ISBN 3-7766-2161-3.
- Alec Mellor: Logen Rituale Hochgrade („La Franc-Maconnerie à l'heure du choix“). Sonderausg. Bücher-Büchner, Hannover 1985 (Nachdr. d. Ausg. Graz 1967).
- Ralf Melzer: Konflikt und Anpassung. Freimaurerei in der Weimarer Republik und im Dritten Reich. Braumüller, Wien 1999, ISBN 3-7003-1245-8 (zugl. Dissertation, FUB Berlin 1998).
- Marcus Meyer, Heinz-Gerd Hofschen: Licht ins Dunkel. Die Freimaurer und Bremen. 2. Auflage. Edition Temmen, Bremen 2006, ISBN 3-86108-582-8.
- Paul Naudon: Geschichte der Freimaurerei („Histoire générale de la franc-maconnerie“). Propyläen-Verlag, Berlin 1982, ISBN 3-549-06650-3.
- John J. Robinson: Born in Blood. The lost secrets of Freemasonry. Century Books, London 1990, ISBN 0-7126-3948-9 (Nachdr. d. Ausg. New York 1989).
- Ferdinand Runkel: Geschichte der Freimaurerei. Edition Lempertz, Köln 2006, ISBN 3-933070-96-1 (3 Bde., Nachdr. d. Ausg. Berlin 1932).
- Armin Pfahl-Traughber: Der antisemitisch-antifreimaurerische Verschwörungsmythos in der Weimarer Republik und im NS-Staat, Braumüller, Wien 1993, ISBN 3-7003-1017-X.
- Armin Pfahl-Traughber: Freimaurer und Juden, Kapitalisten und Kommunisten als Feindbilder rechtsextremistischer Verschwörungsideologien vom Kaiserreich bis zur Gegenwart. In: Uwe Backes (Hrsg.): Rechtsextreme Ideologien in Geschichte und Gegenwart. Böhlau, Köln 2003, S. 193–234.
- DIe Quintessenz der ächten Freymaurerey: entworffen von einem Meister der schottischen Bruderschaft 1746 Digitalisat

### Verschwörungstheorien und Verfolgung (Primär- undSekundärliteratur)
- Manfred Adler: Die antichristliche Revolution der Freimaurerei. 3. Auflage. Miriam-Verlag, Jestetten 1975, ISBN 3-87449-074-2.
- Manfred Adler: Die Freimaurer und der Vatikan. Verlag Anton Schmid, Durach 1992, ISBN 3-929170-24-8 (Pro Fide Catholica).
- Manfred Adler: Kirche und Loge. Miriam-Verlag, Jestetten 1981, ISBN 3-87449-125-0 (Pro fide Catholica).
- Augustin Barruel: Mémoires pour servir à l'histoire du Jacobinisme. Édition Chiré, Chiré-en-Montreuil 2005, ISBN 2-85190-144-3 (Nachdr. d. Ausg. Paris 1797/1798).
- Wolfgang Bittner: Satans verschworene Brüder. Angriffe und Antithesen gegen die Deutsche Freimaurerei 1970–2000. Bodem-Verlag, Frechen 2001, ISBN 3-934215-01-7.
- E. R. Carmin: Das schwarze Reich. Geheimgesellschaften und Politik im 20. Jahrhundert; Templerorden, Thule-Gesellschaft, das dritte Reich, CIA. Nauaufl. Ullstein, Berlin 2006, ISBN 3-548-36916-2.
- Nicolas Deschamps: Les Sociétés secrètes et la société ou Philosophie de l'histoire contemporaine. 6. Auflage. Édition Oudin, Paris 1863 (mit einer Einführung von Claudio Jannet).
- Henri Delassus: L'Américanisme et la conjuration antichretiénne. Desclée de Brouwer, Paris 1899 (Imprimatur Cambrai 1989).
- Henri Delassus: Le conjuration antichrétienne. Le temple maçonnique voulant s'élever sur les ruines de l'église catholique. Desclée de Brouwer, Lille 1910.
- Henri Delassus: Le problème de l'heure présente. Antagonisme de deux Civilisations. 2. Auflage. Desclée de Brouwer, Lille 1905 (2 Bde.).
- Manfred Jacobs: Der Einfluß der Freimaurerei auf die katholische Kirche. Verlag Anton Schmid, Durach 2003, ISBN 3-932352-76-9 (Pro fide Catholica).
- Erich Ludendorff: Die überstaatlichen Mächte im letzten Jahr des Weltkrieges. Verlag für ganzheitliche Forschung und Kultur, Viöl/Nordfriesland 2006, ISBN 3-932878-04-3 (Nachdr. d. Ausg. Leipzig 1927).
- Erich Ludendorff: Vernichtung der Freimaurerei durch Enthüllung ihrer Geheimnisse. Verlag für ganzheitliche Forschung, Viöl/Nordfriesland 2006, ISBN 3-932878-02-7 (Nachdr. d. Ausg. München 1931).
- Wolfram Meyer zu Uptrup: Kampf gegen die „jüdische Weltverschwörung“. Propaganda und Antisemitismus der Nationalsozialisten 1919–1945. Metropol Verlag, Berlin 2003, ISBN 3-932482-83-2 (zugl. Dissertation, TU Berlin 1998).
- Helmut Neuberger: Freimaurerei und Nationalsozialismus. Die Verfolgung der deutschen Freimaurerei durch völkische Bewegung und Nationalsozialismus 1918–1945. Bauhütten Verlag, Hamburg 1980, ISBN 3-87050-152-9.

1. Der völkische Propagandakampf und die deutschen Freimaurer bis 1933.
2. Das Ende der deutschen Freimaurer.

- Armin Pfahl-Traughber: Der antisemitisch-antifreimaurerische Verschwörungsmythos in der Weimarer Republik und im NS-Staat. Braumüller, Wien 1993, ISBN 3-7003-1017-X (Vergleichende Gesellschaftsgeschichte und politische Ideengeschichte der Neuzeit; 9).
- Johannes Rogalla von Bieberstein: Die These von der Verschwörung 1776–1945. Philosophen, Freimaurer, Juden, Liberale und Sozialisten als Verschwörer gegen die soziale Ordnung (Europäische Hochschulschriften: Reihe 3, Geschichte und Hilfswissenschaften; 63). 2. Auflage. Lang Verlag, Frankfurt am Main 1978, ISBN 3-261-01906-9 (zugl. Dissertation, Universität Bochum 1972).
- Rudolf von Sebottendorf: Die geheimen Übungen der türkischen Freimaurer. Der Schlüssel zum Verständnis der Alchemie; eine Darstellung des Rituals, der Lehre und der Erkennungszeichen orientalischer Freimaurer. Edition Geheimes Wissen, Graz 2007, ISBN 978-3-902640-90-1 (Nachdr. d. Ausg. Leipzig 1924; früherer Titel: Praxis der alten türkischen Freimaurer).
- Robert Anton Wilson (Autor), Miriam J. Hill (Autor), Mathias Bröckers (Hrsg.): Das Lexikon der Verschwörungstheorien. Verschwörungen, Intrigen, Geheimbünde („Everything is under control“). Piper-Verlag, München 2002, ISBN 3-492-23389-9 (übers. von Gerhard Seyfried).
- anonym (Christkönigsfreunde): Die Verfinsterung der Kirche („L'Eglise Eclipsée? Réalisation du complot maconnique contre l'Eglise“). Verlag Anton Schmid, Durach 2004, ISBN 3-929170-42-6 (Pro Fide Catholica).

### Belletristik
- Alexander Giese: Licht der Freiheit. Roman eines Freimaurers. Langen Müller, München 1993, ISBN 3-7844-2437-6.
- Christian Jacq: Der Mönch und der Meister. Roman („Le moine et le vénérable“). Rowohlt-Taschenbuchverlag, Reinbek 1998, ISBN 3-499-22430-5.
- Michael Schneider: Das Geheimnis des Cagliostro. Roman. Kiepenheuer & Witsch, Köln 2007, ISBN 978-3-462-03763-0.
- Oswald Stein: Die Bundesbrüder. Ein Freimaurer-Roman. Pribler Verlag, Leipzig 1864.